# Хойзенщам
Хойзенщам (на немски: Heusenstamm) е град в Хесен, Германия, с 18 752 жители (към 31 декември 2015).
Хойзенщам граничи на север с град Офенбах ам Майн и на юг с град Драйайх.
За пръв път е споменат в документ на Готфрид фон Епщайн през 1211 г. като село Huselstam. На 26 май 1959 г. Хойзенщам получава права на град.
- Дворец Хойзенщам/дворец Шьонборн
- Хойзенщам
- Старото кметство